# Parafia Najświętszego Serca Pana Jezusa w Stegnie
Parafia Najświętszego Serca Pana Jezusa w Stegnie – parafia rzymskokatolicka w diecezji elbląskiej.

## Historia
Pierwsze dokumenty potwierdzające istnienie kościoła rzymskokatolickiego w Stegnie pochodzą z XIV wieku. Według źródeł z 1465 r. w Stegnie istniał kościół gotycki. W świątyni były prowadzone rokowania polsko – krzyżackie w ostatnich latach wojny trzynastoletniej w 1465 roku. Niestety nie zachowały się o nim żadne informacje.
W 1609 r. niemiecki proboszcz Georg Klein wybudował mały drewniany kościółek, który spłonął w 1676. Ocalała jedynie wieża, organy, wyposażenie ołtarza oraz dzwon z okresu wojny 13-letniej.
W miejscu starej świątyni 25 marca 1681 r. rozpoczęto prace nad budową nowej pod nadzorem Petera Willera – architekta, geodety, a także mechanika Miasta Gdańsk. Budowa barokowego kościoła, jak podają kroniki, była bardzo kosztowna (np. cieśla Peter Kamrath otrzymał: 2000 florenów, 8 beczek piwa, 15 beczek Krullingu i 6 świerków. Andreas Boshe za budowę wieży otrzymał 1150 florenów oraz drewno ze starej wieży, która ocalała). 29 listopada 1681 – w I Niedzielę Adwentu – kaznodzieja Martinus Kruger dokonał poświęcenia kościoła. 25 maja 1682 r. ukończono budowę chóru, zaś 15 czerwca 1683 rozbudowane zostały organy. Autorem wieży był Boshe, zaś hełmu, krzyża i chorągiewki – Daniel Madler.
Ostatecznie prace ukończono 17 listopada 1683 – rok ten widnieje na chorągiewce, co przez wielu badaczy jest błędnie interpretowane jako data budowy kościoła. Na nowej wieży umieszczono również dzwon z 1643, ocalały po pożarze, który do dziś w każde południe wybija godzinę 12-stą, a także dwa większe – w 1732 roku. W czasie II wojny światowej Niemcy wywieźli XVIII-wieczne dzwony. Dopiero w ostatnich latach dzięki współpracy prof. Januszajtisa z ks. Knapikiem jeden z nich powrócił do kościoła. Na ponad trzystuletnim dzwonie widnieje łacińska inskrypcja: Domine, da pacem in diebus nostris co oznacza: Panie, daj pokój naszym czasom.
W okresie reformacji kościół w Stegnie przejęli ewangelicy, posiadając go aż do 1945 roku. W 1945 roku przejęli go katolicy; wtedy też został poświęcony. 12 czerwca 1946 roku przybył do Stegny pierwszy powojenny duszpasterz. W 1948 roku administrator apostolski diecezji gdańskiej ks. Andrzej Wronka erygował w Stegnie parafię, obejmującą swym zasięgiem niemal całą Mierzeję Wiślaną.
W 1948 roku parafię Najświętszego Serca Pana Jezusa w Stegnie tworzyły wsie: Stegna, Chorążówka, Grochowo, Głobice (Głobica), Rybakowo (Mikoszewo), Jantar, Popowo, Łąki Szlakowe (część Drewnicy), Rola, Sztutowo, Zachcianek, Kubły (Kobyla Kępa), Północna Wieś, Dublewo (Grochowo Trzecie), Kąty Rybackie, Szumienica i Nowy Świat.
Na tym obszarze w siedemdziesiątych i osiemdziesiątych powstało kilka nowych parafii:
- parafia Najświętszego Serca Pana Jezusa w Mikoszewie – erygowana 15 sierpnia 1979 roku
- parafia NMP Matki Kościoła w Jantarze – erygowana 1 sierpnia 1986 roku
- parafia św. Wojciecha w Sztutowie – wikariat od 1 marca 1976 roku, parafia od 1 sierpnia 1986 roku
- parafia św. Marka Ewangelisty w Kątach Rybackich – erygowana 8 grudnia 1988 roku.

Obecnie do parafii w Stegnie należą miejscowości: Stegna, Popowo, Rybina, Stegienka Zakład Rolny. Tereny parafii znajdują się w gminie Stegna, w powiecie nowodworskim, w województwie pomorskim.
1 sierpnia 1986 roku parafia w Stegnie stała się siedzibą dekanatu nadmorskiego, wyłączonego z dekanatu Nowy Dwór Gdański. 25 marca 1992 parafia w Stegnie została włączona do diecezji elbląskiej.

## Proboszczowie parafii od 1946 roku
- 1946–1957 – ks. Alfons Skwiercz
- 1957–1964 – ks. Aleksander Huzarek
- 1964–1966 – ks. Zygmunt Pawłowicz
- 1966–1975 – ks. Henryk Krużycki
- 1975–2011 – ks. prałat kanonik Stanisław Knapik
- 2011–2021 – ks. Paweł Drożdż
- od 2021 – ks. kanonik dr Grzegorz Puchalski

## Galeria

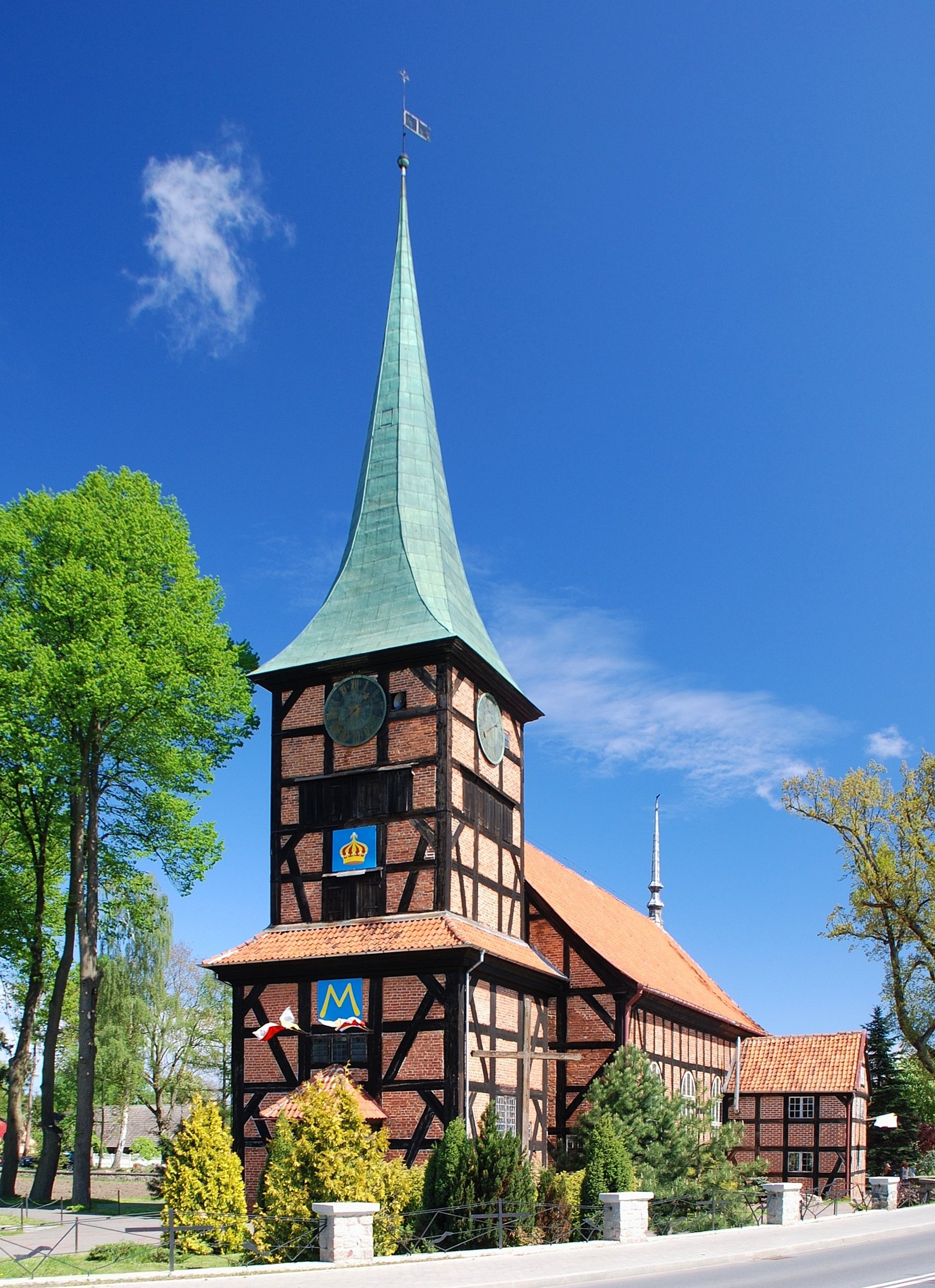
Widok od strony zachodniej
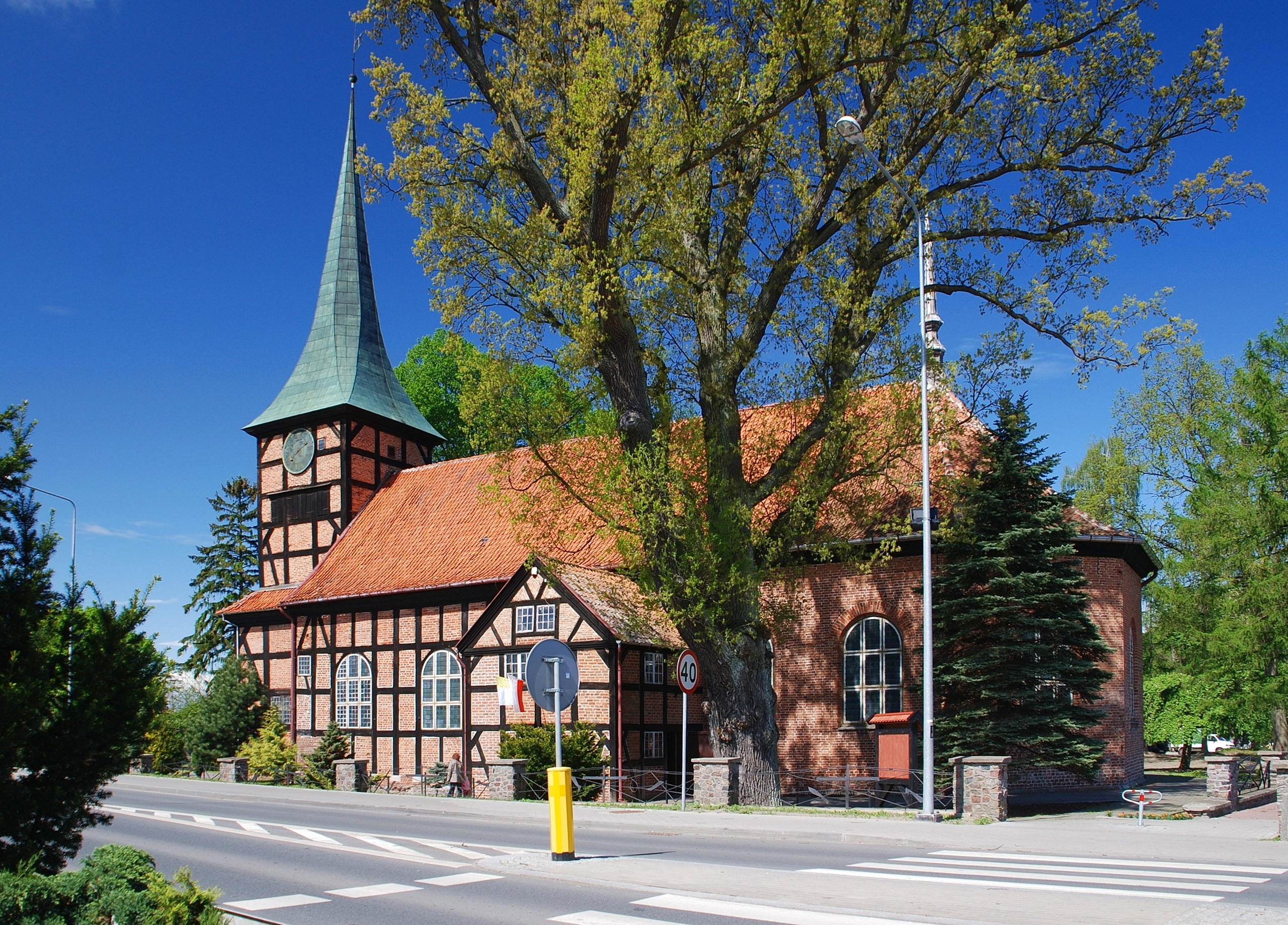
Widok od strony południowej
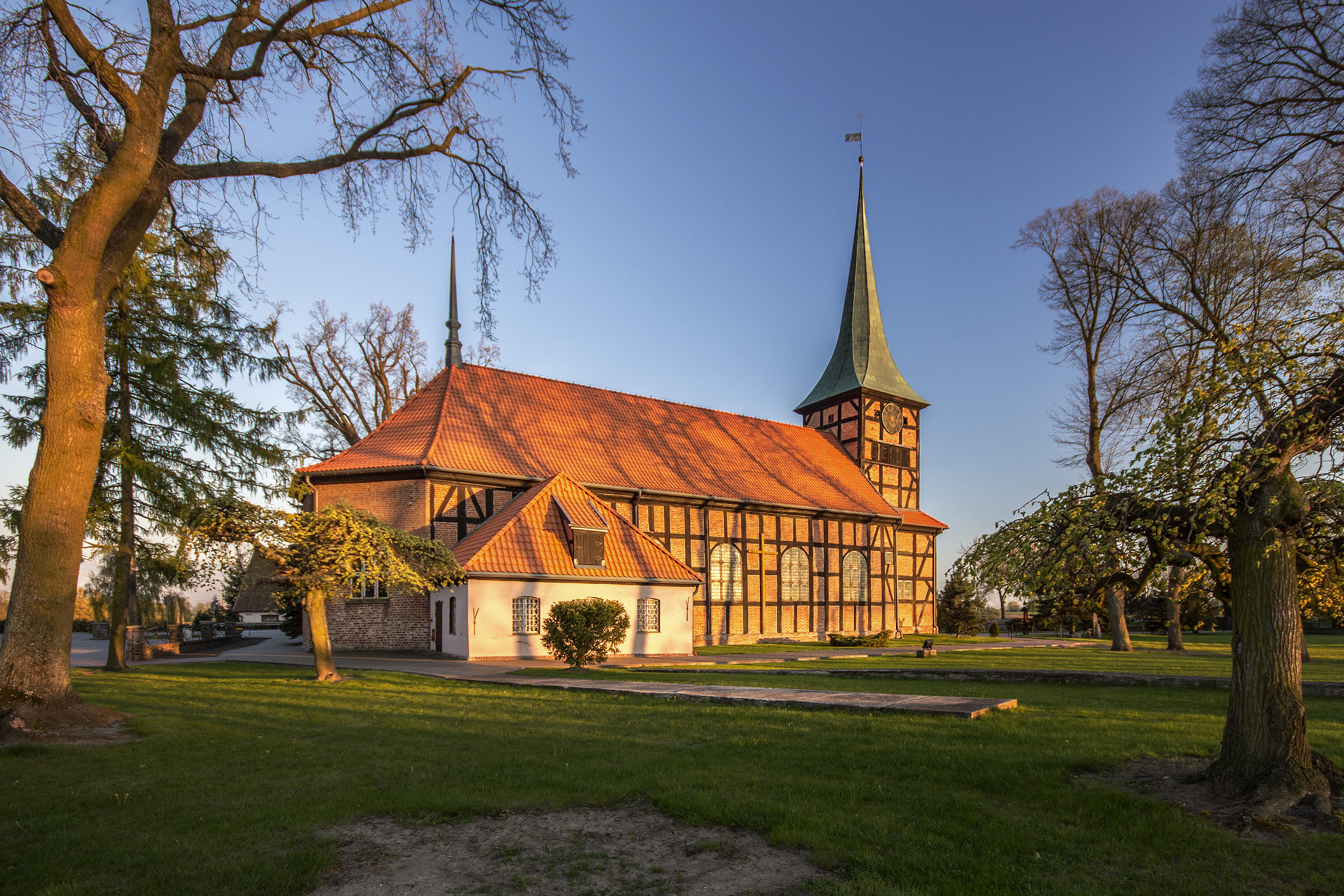
Widok strony północnej
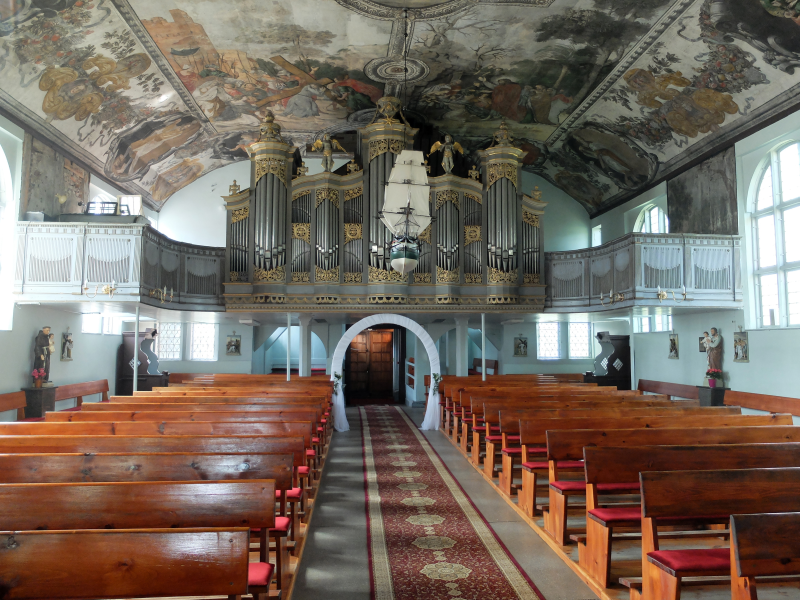
Wnętrze
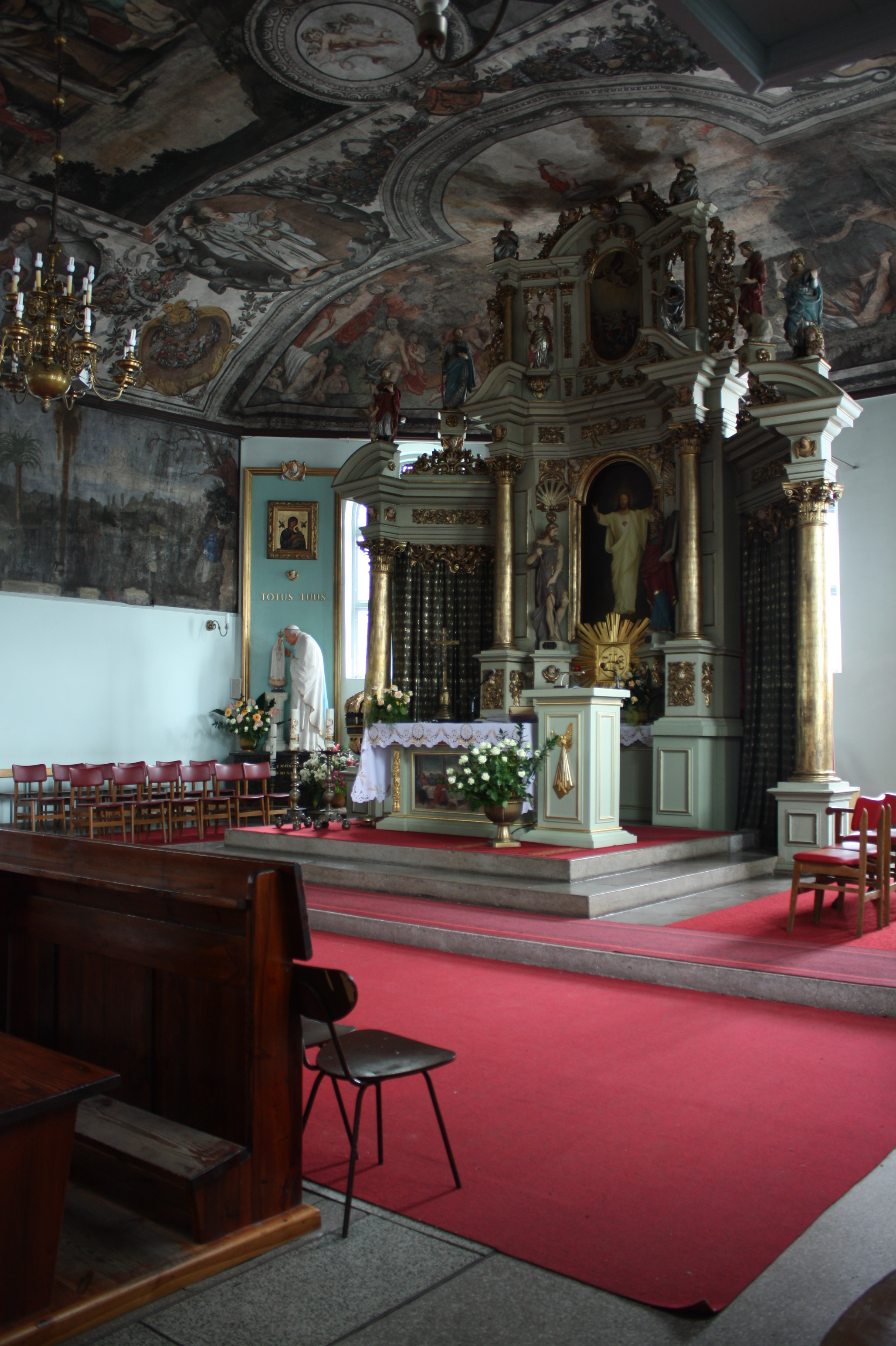
Wnętrze, widok na ołtarz główny
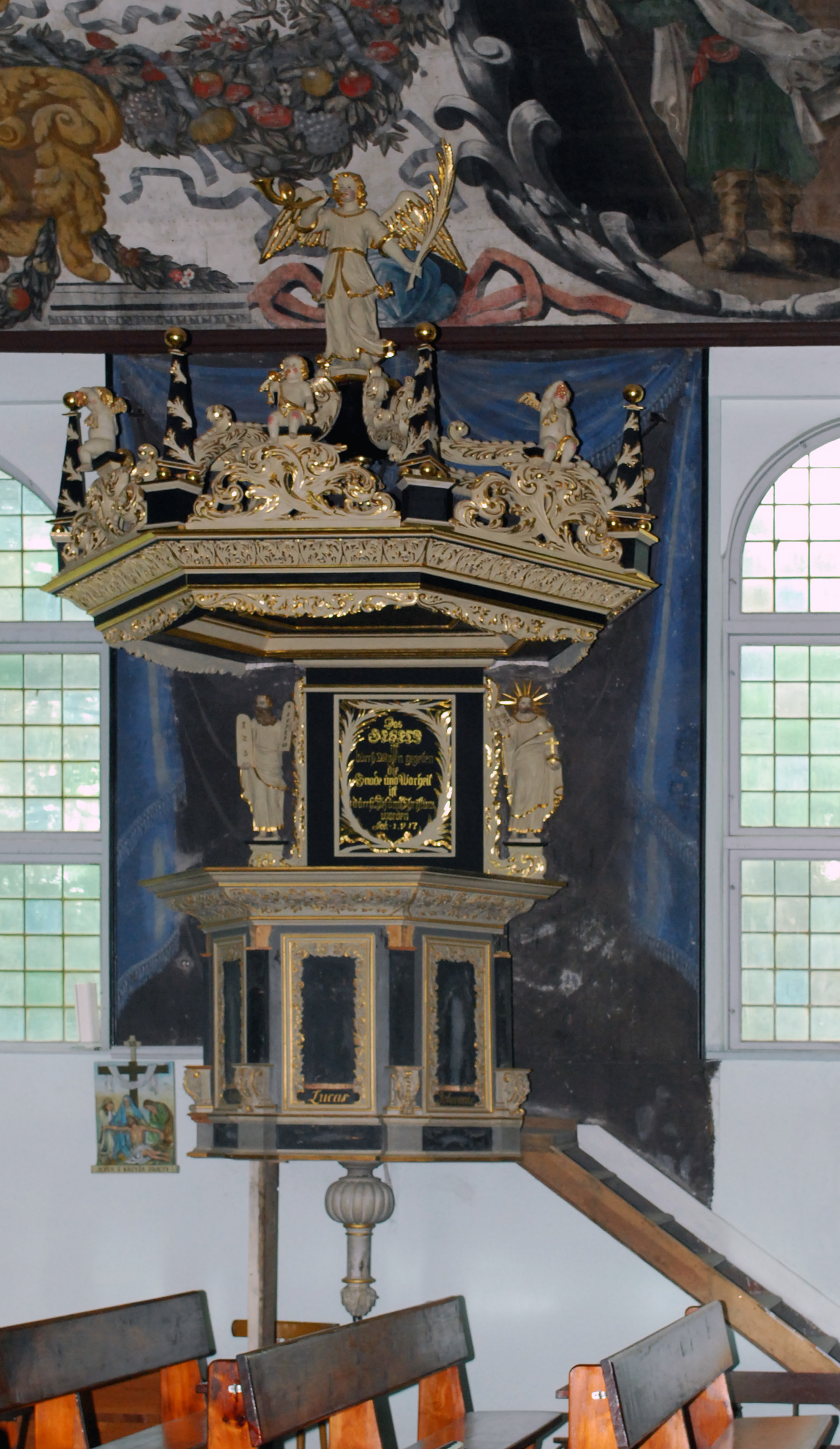
Ambona

## Grupy parafialne
Żywy Różaniec, Liturgiczna Służba Ołtarza, duszpasterstwo trzeźwościowe